# Quận Coleman, Texas
Quận Coleman (tiếng Anh: Colema County) là một quận trong tiểu bang Texas, Hoa Kỳ. Quận lỵ đóng ở thành phố Coleman6.